# Сенькина (приток Енисея)
Сенькина — река в Туруханском районе Красноярского края, левый приток Енисея. Длина реки — 45 км. Берёт исток в маленьком болотном озере, на высоте 43 м над уровнем моря. В 30 км от устья, на высоте 22 м, Сенькина принимает левый приток, реку Первая, длиной 10 км, в 5 км — также левый приток — реку Кедровый Раскол, длиной 14 км. Впадает в Енисей, на высоте 9 м над уровнем моря, в 1114 км от устья.
По данным государственного водного реестра России относится к Енисейскому бассейновому округу. Код водного объекта — 17010600112116100060613.